# رون تايلور (ملاكم)
رون تايلور (بالإنجليزية: Ron Taylor)‏ (20 يوليو 1932 – 4 فبراير 2015) هو ملاكم أسترالي راحل، مثّل بلاده في الألعاب الأولمبية الصيفية 1960.

## روابط خارجية
رون تايلور على موقع AustralianFootball.com (الإنجليزية)
- رون تايلور على موقع AFLtables.com (الإنجليزية)
- رون تايلور على موقع أوليمبيديا (الإنجليزية)